# Sziklakórház Atombunker Múzeum
A Sziklakórház Atombunker Múzeum (régi nevén Székesfővárosi Sebészeti Szükségkórház, néha helytelenül Székesfővárosi Légoltalmi Szükségkórház) a Budai Vár alatt található több mint 2300 m²-es létesítmény, melyet a második világháború alatt és az 1956-os forradalom idején is használtak. A hidegháború alatt LOSK 0101/1 jelzéssel szigorúan titkos objektum, úgynevezett „légoltalmi szükségkórház” volt. A titkosítás feloldása után néhány évvel, 2008-ban nyílt meg civil látogatók számára mint Sziklakórház Múzeum.
Magyarország legnagyobb viaszfigura-kiállítása mutatja be a kórház történetét, a hadiorvoslás fejlődését, emellett megtekinthetők a polgári védelem eszközei és felszerelései. A kiállítás a Hadtörténeti Intézet és Múzeum, az Országos Katasztrófavédelmi Főigazgatóság (OKF), a Fővárosi Polgári Védelmi Igazgatóság és a Szent János Kórház szakmai felügyeletével és támogatásával jött létre.  2016 júniusában két új állandó kiállítással bővült a múzeum tárlata. A Budapest ostroma című kiállítás az 1944–45-ös budapesti harcokat hivatott bemutatni, az Én lettem a halál, a világok pusztítója megnevezésű kiállítás az atomfegyverek bevetésének borzalmára hívja fel a figyelmet. 2017 júniusában nyílt meg a Hirosima-Nagaszaki atombomba időszaki kiállítás, az első olyan kiállítás Európában, amely az atomfegyverek emberre és környezetre mért pusztító hatását mutatja be, mindezt egy atombunkerben. 2018 szeptemberétől az eredeti tárgyak helyét nemes másolatok vették át, a kiállítás a tárlatnak állandó részét képezi.
A múzeum elsődleges célja, hogy a háború valódi arcának bemutatásával hangsúlyozza a béke értékét, és emléket állítson azoknak a mindennapi hősöknek – orvosoknak, nővéreknek, önkénteseknek –, akik tanúbizonyságot tettek emberségükről a huszadik század legviszontagságosabb időszakaiban.

## A Sziklakórház rövid története

### 1939–1945

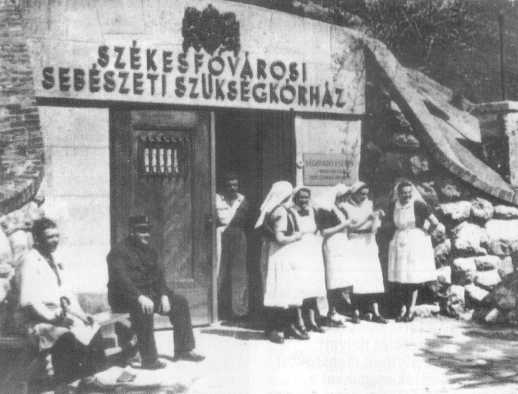
A kórház bejárata az ostrom során

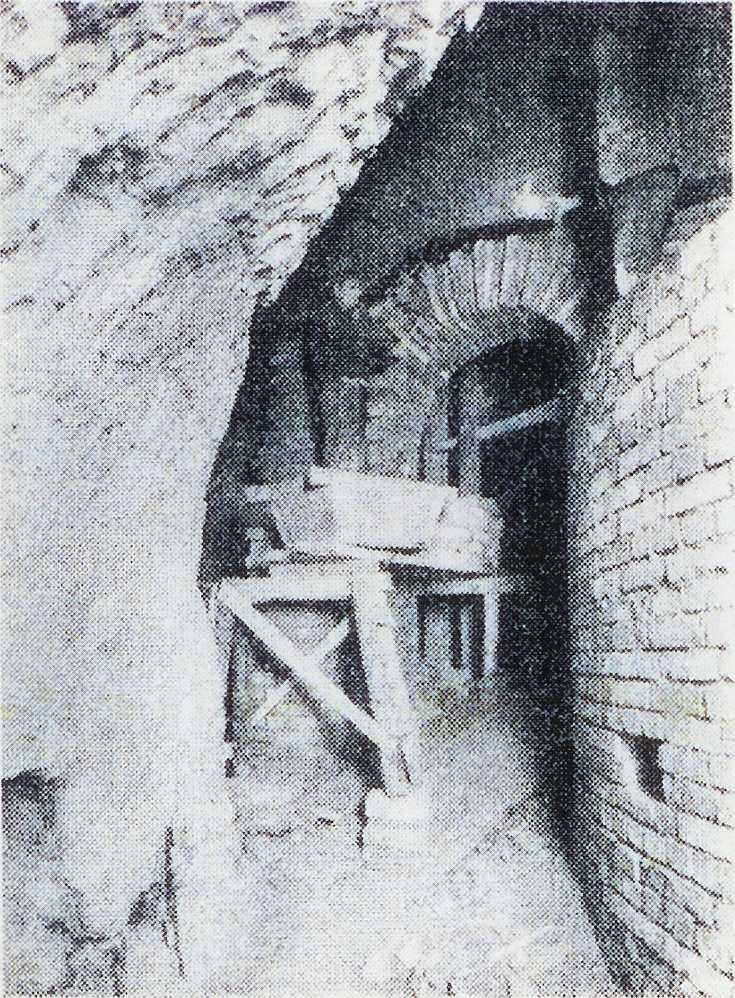
Kiépítés

A Sziklakórház a budai vár alatt található. A várhegy mélyén kb. 10 km hosszúságú barlang- (a Budavári labirintus) és pincerendszer kanyarog, melyet az ott lakók folyamatosan használtak, bővítettek, átalakítottak. A második világháború „előestéjén” a járatokat megerősítették, a lejáratok számát korlátozták, a sokszor különálló járatszakaszokat egybenyitották. Mindezt azért, hogy a 10–15 méter mélységű járatrendszer óvóhelyként szolgálhasson az esetleges bombázások során.
Az I. kerület és a vár volt akkoriban a „kormányzati negyed”. Így légoltalmi és egészségügyi ellátási megfontolásokból dr. Szendy Károly, a székesfőváros polgármestere elrendelte egy sebészeti szükségkórház – más néven „Légókórház” – építését a vár alatt. A létesítményt költségkímélési szempontok miatt a barlangrendszerhez igazítva alakították ki – barlangteremből szoba lett, járatból folyosó. Az építkezés 1939 és 1944 között megfeszített tempóban folyt és 1944 februárjában megnyílt a Székesfőváros Sebészeti Szükségkórháza. Feladata az általános sürgősségi ellátás lett, így polgári és katonai személyeket is fogadott, akik a légitámadásokban megsebesültek. Megnyitásakor jelen volt özvegy Horthy Istvánné (Edelsheim-Gyulai Ilona), a Magyar Vöröskereszt főápolónője, aki ápolónőként dolgozott is benne.
A kórházat a Szent János Kórház felügyelete alá rendelték, vezetőjének dr. Kovács István egyetemi adjunktust, sebészfőorvost nevezték ki. Munkatársaival – közel negyven orvossal – váltásban dolgoztak a létesítményben. Az orvosi ellátást a Vöröskereszt önkéntes ápolói segítették igen nagy számban, köztük voltak a Sziráki és Andrássy grófnők. A létesítményt eredetileg 60 fő kapacitásúra építették ki, majd az egyre növekvő sebesültszám miatt nagyjából 300 ember befogadására bővítették. Budapest ostroma alatt azonban teljesen megtelt sebesültekkel, szemtanúk beszámolói szerint 650–700 embert is ápoltak itt egy időben. Aki nem fért a kórházba, azokat a barlangrendszerbe nyíló több átjárón keresztül barlangtermekben, hordágyakra és szalmazsákokra fektetve helyezték el. Bár orvosi napló nem maradt fenn, sejthető, hogy a halálozási arány igen magas volt a járványok, illetve az eszköz- és gyógyszerhiány miatt. A túlzsúfoltság állandó 33-35 °C-os hőmérsékletet eredményezett és előfordult, hogy a kötszereket az elhalálozottak testéről levágva kellett újrahasznosítani. 
A kórházban civilek és katonák voltak vegyesen, a nők számára külön kórterem volt fenntartva. Német katonákat is elláttak itt, de ők nem kaptak kórházi ágyat, zömében a saját barlangrészükbe mentek. Számos sváb magyar katonát – akik a Waffen-SS kötelékébe kényszersorozással kerültek – szintén a kórházban láttak el. Mivel a létesítménynek saját áramfejlesztője volt, az ostrom során itt még akkor is tudtak ellátást biztosítani és röntgenfelvételt készíteni, mikor a többi kórház java részében ez már nem volt lehetséges.
A kórházban nyolc munkaszolgálatos orvos dolgozott. A kerületi rendőrkapitány megakadályozta, hogy a nyilasok deportálják őket, átöltöztek magyar katonaorvosi ruhába, így nyugodtan tudtak dolgozni. A rendőrkapitány dr. Koppány Kálmán Imre nevét ezért a tettéért a budapesti Igazak Fala emlékműve őrzi. Az orvosok sok ezer magyar katona és civil életét mentették meg.
A kitörés napján a járóképes betegek elmentek. A többieket később a még 1945 júniusáig működő kórházból folyamatosan szállították haza vagy más felszíni kórházakba.
Téves szóbeszéd: A kórházat nem „lángszórózták ki az oroszok”. Ez a félreértés onnan származik, hogy a barlangrendszerben el volt különítve a németeknek egy rész kórház funkciókra, de kiépítés nélkül. Az ott maradtakat (járóképteleneket) ölték meg lángszóróval a szovjetek, miután többen még fekve is védekeztek fegyverrel, gránáttal. A szovjetek kérése az volt, hogy ne legyen katona a Sziklakórházban, így hamar civilbe öltöztettek mindenkit. Így ott senkinek nem esett bántódása.

### 1946–1952

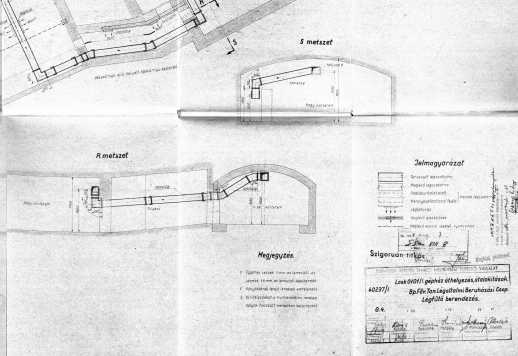
Gépészeti tervek

A kórház felszerelését jórészt elvitték, ezért néhány kórtermét egy magáncég vette bérbe. Az antibiotikumok megjelenéséig a kiütéses tífusz rettegett betegség volt. A második világháború kedvezett a járvány terjedésének, mind a katonák, mind a civil lakosság körében. A járvány terjedésének megakadályozása céljából jött létre a magánkézben lévő Vírus Oltóanyag-termelő és Kutatóintézet 1945 novemberében, az addigra már nem működő Sziklakórház területén. Megalakulását a Nemzetközi Vöröskereszt támogatta, az államosításig a barlangrendszerben termelt exportra vakcinát. Az intézmény igazgatói Thanhoffer Lajos és Born József voltak. A járvány sújtotta Jugoszláviában a magyar vakcina olyan sikeres volt, hogy a vakcinatörzset és a termelési módszert is megvették a jugoszlávok a zágrábi Pliva Intézetnek. Az oltóanyag-termeléssel az 1948-ban bekövetkezett államosítást követően hagytak fel. Az 1950-es évek elején a létesítményt titkosították. Az LOSK 0101/1-es rejtjelszámot kapta a „szigorúan titkos” minősítés mellé. A titkosítást csak 2002-ben oldották fel. A hidegháborús feszültség hatására döntöttek a bővítéséről, így 1952-ben új kórtermet alakítottak ki, és megkezdték a létesítmény felszerelését.

### 1956–1957

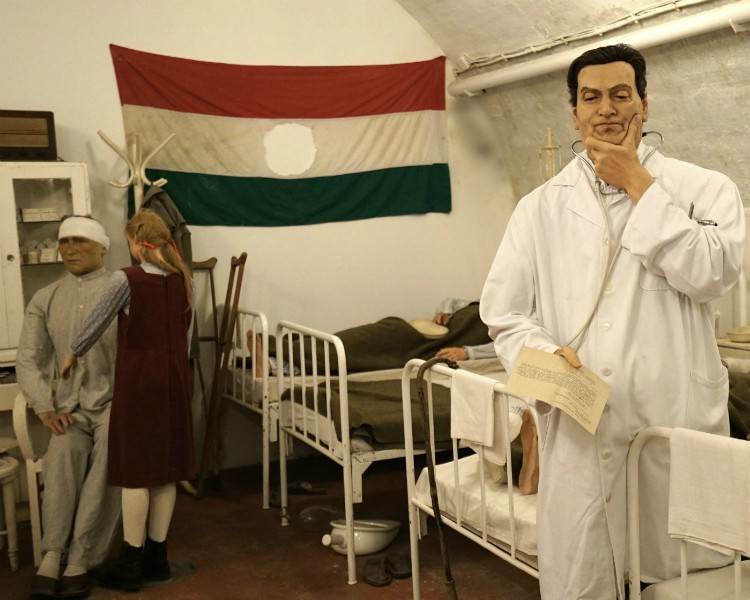
Az 1956-os (II.) kórterem

Noha még nem volt teljesen a működésre felkészülve, az 1956-os forradalom alatt, 1956. október 25-én megnyílt a kórház és ellátta a sebesült civileket, katonákat. Nővérhiány miatt az Állami Védőnőképző Iskola fiatal növendékei segítették a János Kórház dolgozóinak munkáját. Hat fiú és egy lány is született ez alatt a viharos időszak alatt az akkor még bombabiztos létesítményben. A kórház 1956 decemberében zárta be kapuit.

### 1958–1962
1958-1962 között átépítették és kibővítették, hogy vegyi vagy atomtámadás esetén is használható legyen. Ekkor épült az egészségügyi áteresz, lég- és vízkezelő rendszer. Kiépült a Dunához egy közvetlen vízvezeték- és szivattyúrendszer, harcigázszűrő rendszer és energiaellátó rendszer. Utóbbi szíve a máig működőképes két GANZ gyártmányú dízelmozdony motor és a hozzájuk kapcsolódó generátorok. Így a teljes kórházat üzemeltetni lehetett volna a külső áramellátás zavara esetén is. A főváros részéről az építésvezető Bakonyi István volt. A kórházat két gondnok család is karban tartotta, először a Szabó, majd a Mohácsi család felügyelte a létesítményt.

### 1962–2007

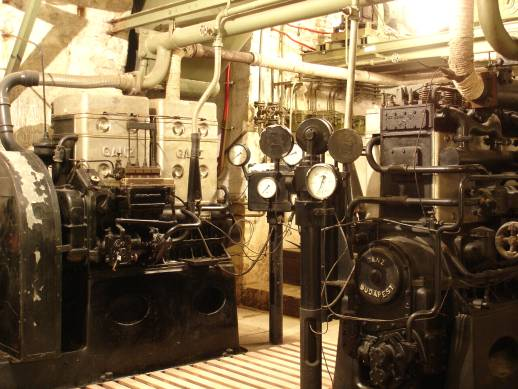
Ganz dízel aggregátorok

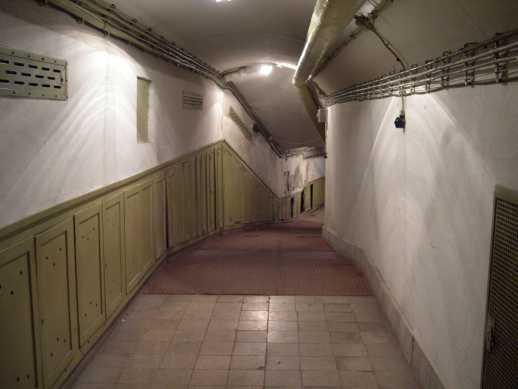
Folyosó a mélybe

Az elkészült, akkor igen korszerű kórházat továbbra is a János Kórház kezelte. A tervek szerint kijelölt orvosai, ápolói jöttek volna fel a létesítménybe túlélni a vegyi- vagy atomtámadást. A 72 óra teljes és három hét részleges elzárás után megnyitva a kórházat, ellátták volna a sebesülteket. A kórház színvonalára jellemző, hogy légkondicionáló berendezéssel is ellátták. A haditechnikai fejlődés miatt azonban már a 1960-as évek végére elavult lett a létesítmény. Megszüntetni azonban senki nem merte, így a János Kórház mint megbízott kezelő, a gondját viselte, a Polgári Védelem pedig raktárnak használta.
A létesítménybe vezényelt orvosok és ápolók a 1980-as évek közepéig tartottak évente polgári védelmi gyakorlatot a kórházban ki-ki elpróbálva a saját szerepét konfliktus esetén. Egy gondnokcsalád lakott az előterében lévő szolgálati lakásban 2004-ig, és szigorú titoktartási kötelezettség mellett karbantartották a kórházat. Mohácsi bácsi naponta szellőztetett és karbantartotta az elektromos, illetve a gépészeti rendszert, Mohácsi néni pedig takarított, sterilizált és kéthetente újra ágyazott. 2004-től az időszakos karbantartást már a Szent János Kórházból kijáró szakemberek végezték. 2004-2006 között a Krétakör Színház társulata használta alkalmanként előadásokra. Emellett 2006-ban a kulturális örökség napján is látogatható volt. Korszerűsítésre, felújításra azonban 2007-ig nem került sor.

### Napjainkban

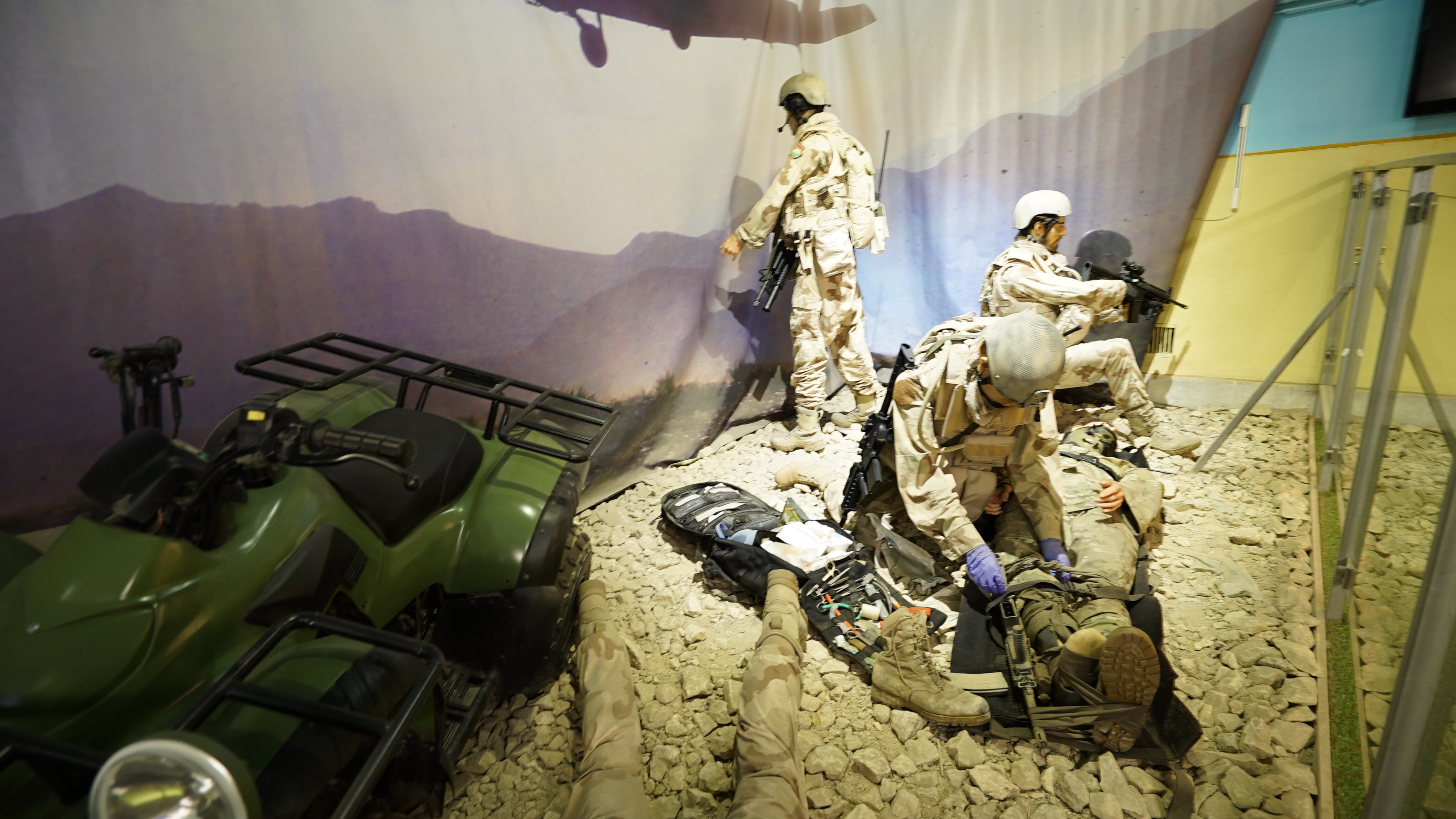
Különleges műveleti erők kiállítás

2007-ben a Hadtörténeti Intézet és Múzeum kezdeményezésére a Sziklakórház Közhasznú Nonprofit Kft., számos szakmai szervezet bevonásával látogathatóvá tette a létesítményt, a beruházást maga finanszírozta. Részlegesen már a 2007-es Múzeumok Éjszakájától megnyílt a látogatók előtt. További munkálatok után 2008 márciusától folyamatosan megtekinthető az évente bővülő kiállítása Titkos Légókórház és Atombunker címmel. A múzeum megnyitása óta folyamatosan zajlik a kutatómunka és a szemtanúi emlékezések összegyűjtése. 2014-ben tematikus múzeumi rangot kapott a múzeumot felügyelő Emberi Erőforrások Minisztériumát vezető minisztertől és a múzeum, valamint a kiállítás neve: Sziklakórház Atombunker Múzeumra változott. A múzeum 2012 óta minden évben elnyerte a világ legnagyobb utazási portál, a Tripadvisor kiválósági tanúsítványát. A portál 2015-ös, 2016-os, valamint 2018-as ranglistáján a Sziklakórház Atombunker Múzeum lett a legnépszerűbb magyarországi múzeum. A múzeum 2014-ben elnyerte a Pulszky Társaság különdíját, 2018-ban pedig a szakmai szervezet elismerésében részesült. 2014-ben és 2018-ban a múzeumot jelölték az Év Európai Múzeum Díjra.

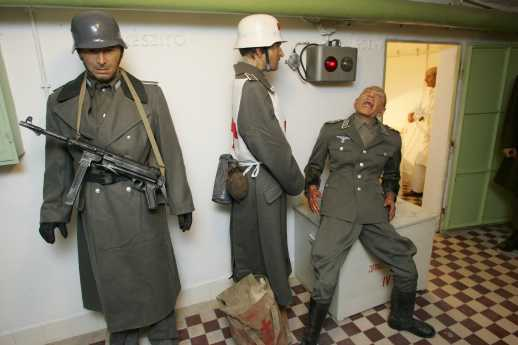
Sebesült érkezik

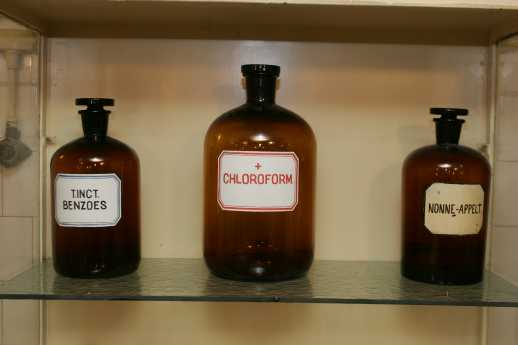
Gyógyszeres üvegek

2008 – II. világháborús hadikórház és egészségügyi kiállítás, az 1956-os forradalom és a hidegháború
2008 – Atombunker és polgári védelmi kiállítás (hidegháború időszaka)
2008 – Légoltalmi riasztóközpont 1944
2009 – A Sziklakórház megnyitásának 65. évfordulója 1944 – A háborús ellátás orvosi eszközei, műszerei 1940-1980 között
2010 – Iskolai oktatási program – „Emberek az embertelenségben”
2011 – Friedrich Born-emlékkiállítás
2012 – Különleges műveleti erők kiállítás
2014 – A Sziklakórház megnyitásának 70. évfordulója 1944 – „Életre kel a Sziklakórház”
2016 – Kiállítás az atombombáról – „Én lettem a halál, a világok pusztítója"
2016 – Budapest ostroma
2017 – Hirosima-Nagaszaki Atombomba Kiállítás

## Megközelítés, nyitvatartás
A Lovas út 4/c-ből nyílik, amely a várfal alatti utca a vár Vérmező felőli oldalán. A Mátyás-templomtól 2 perc séta a Szentháromság utcán a várfalig, ott a lépcsőn le és jobbra.
Nyitvatartás:
Minden nap 10 órától 19 óráig, a pénztár és a szuvenírbolt 18 órakor zárnak.
Kapcsolat: Tel: +36 70/ 7 01 01 01, E-mail: info@sziklakorhaz.eu, www.sziklakorhaz.eu

## Galéria

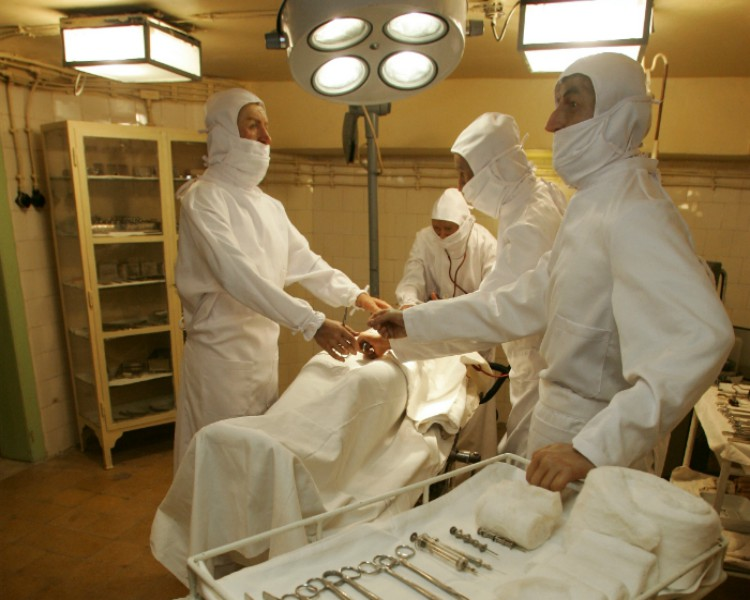
A kórház műtője
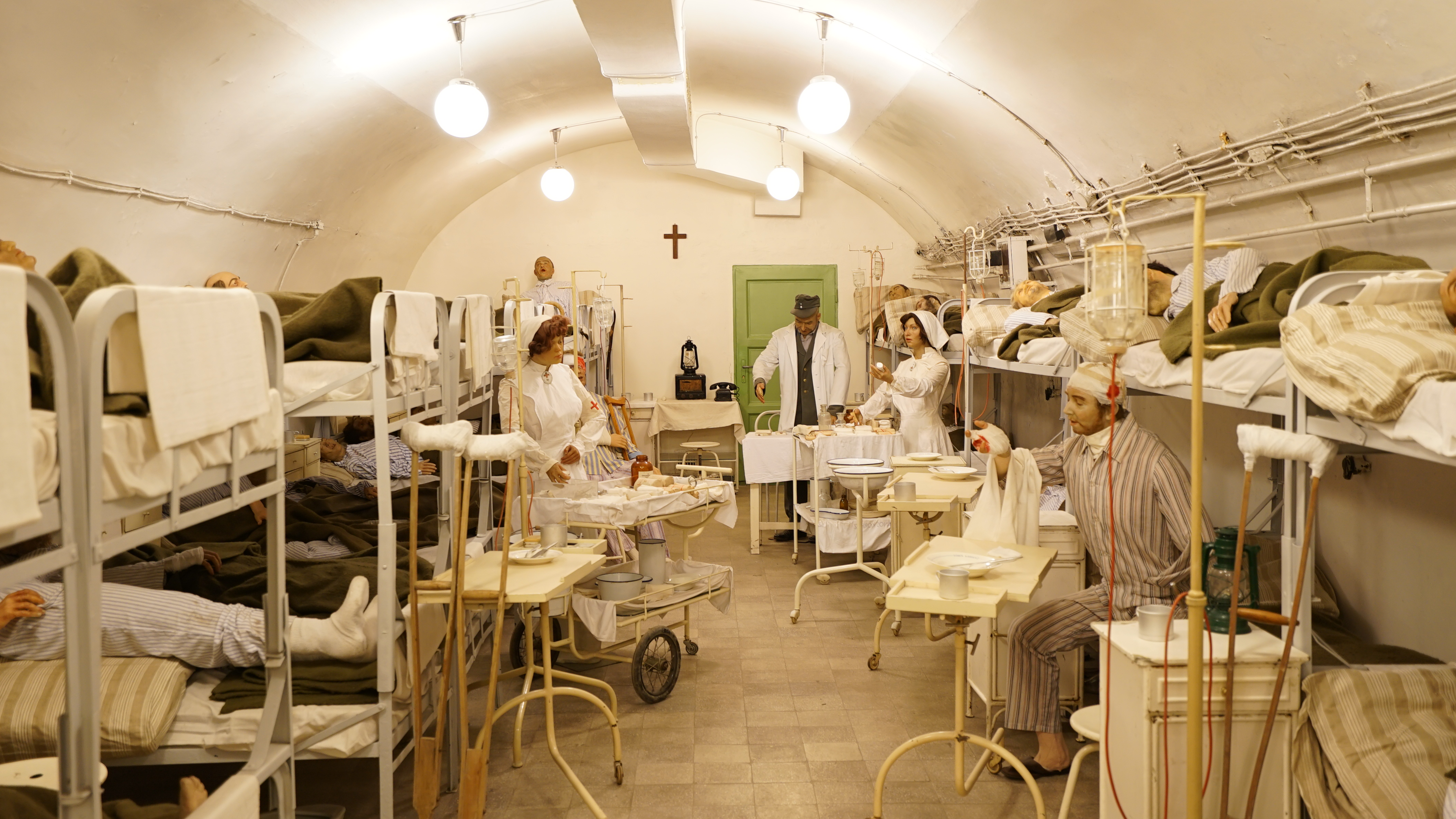
III. sz. kórterem
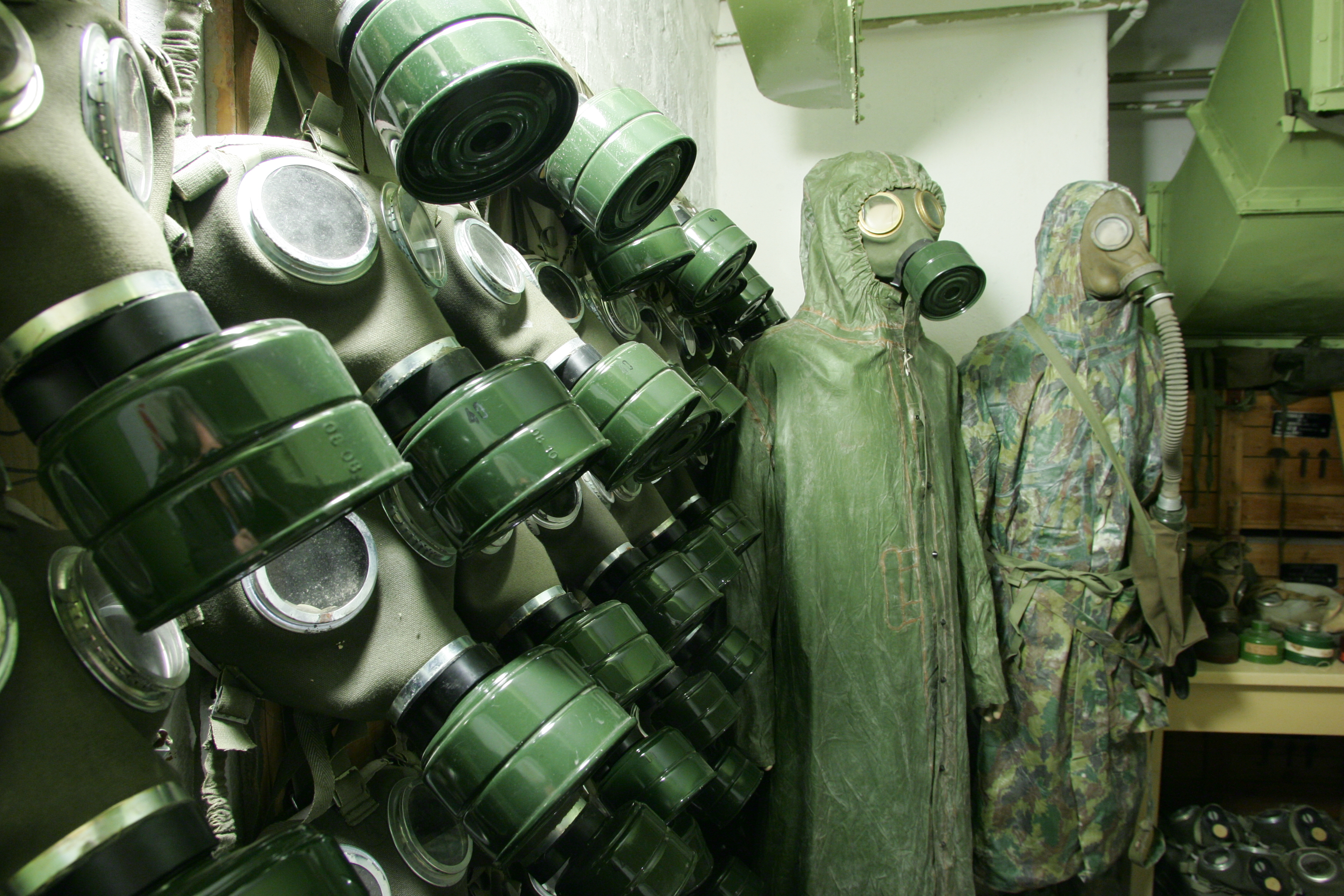
Polgári védelmi kiállítás
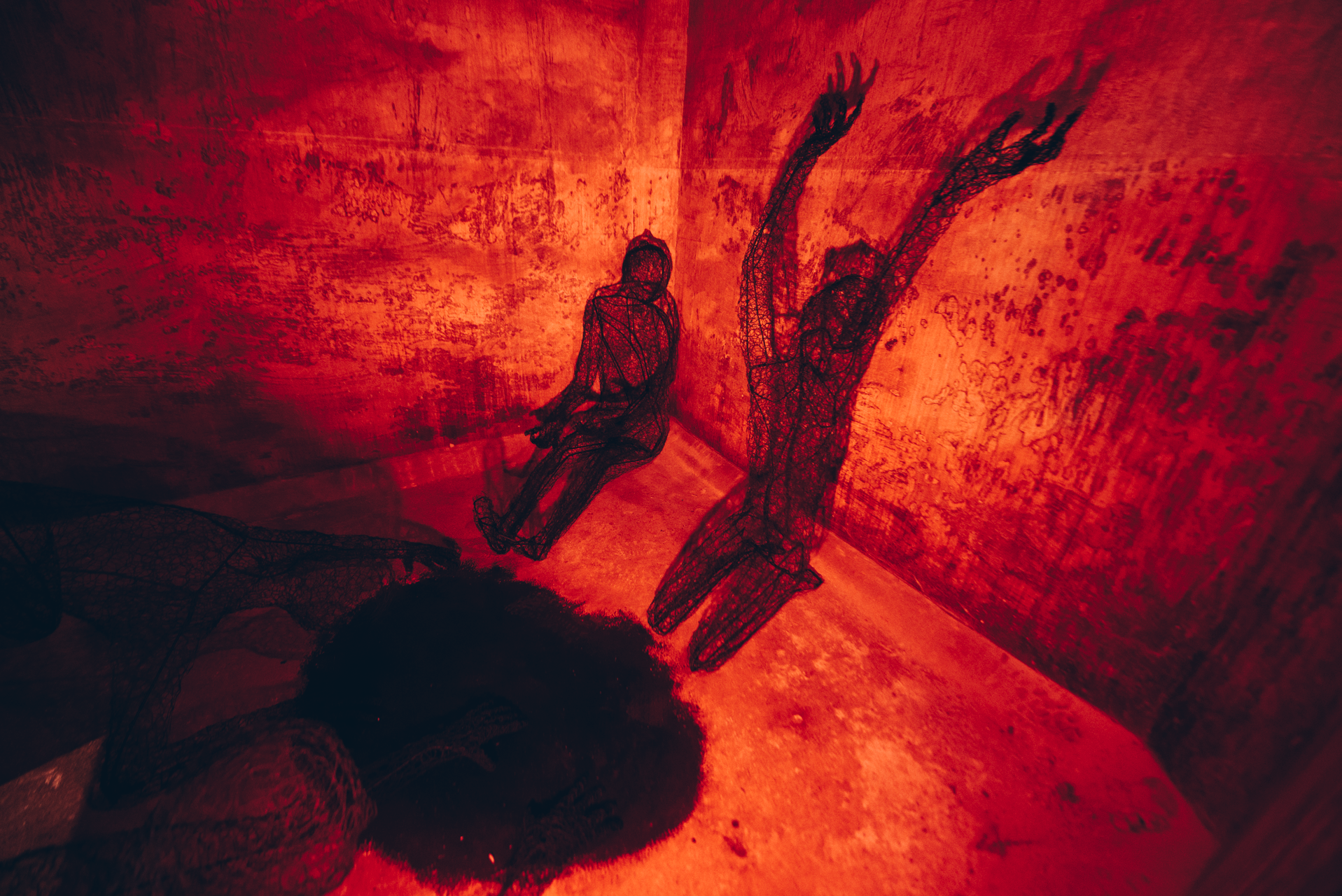
Atombomba-kiállítás
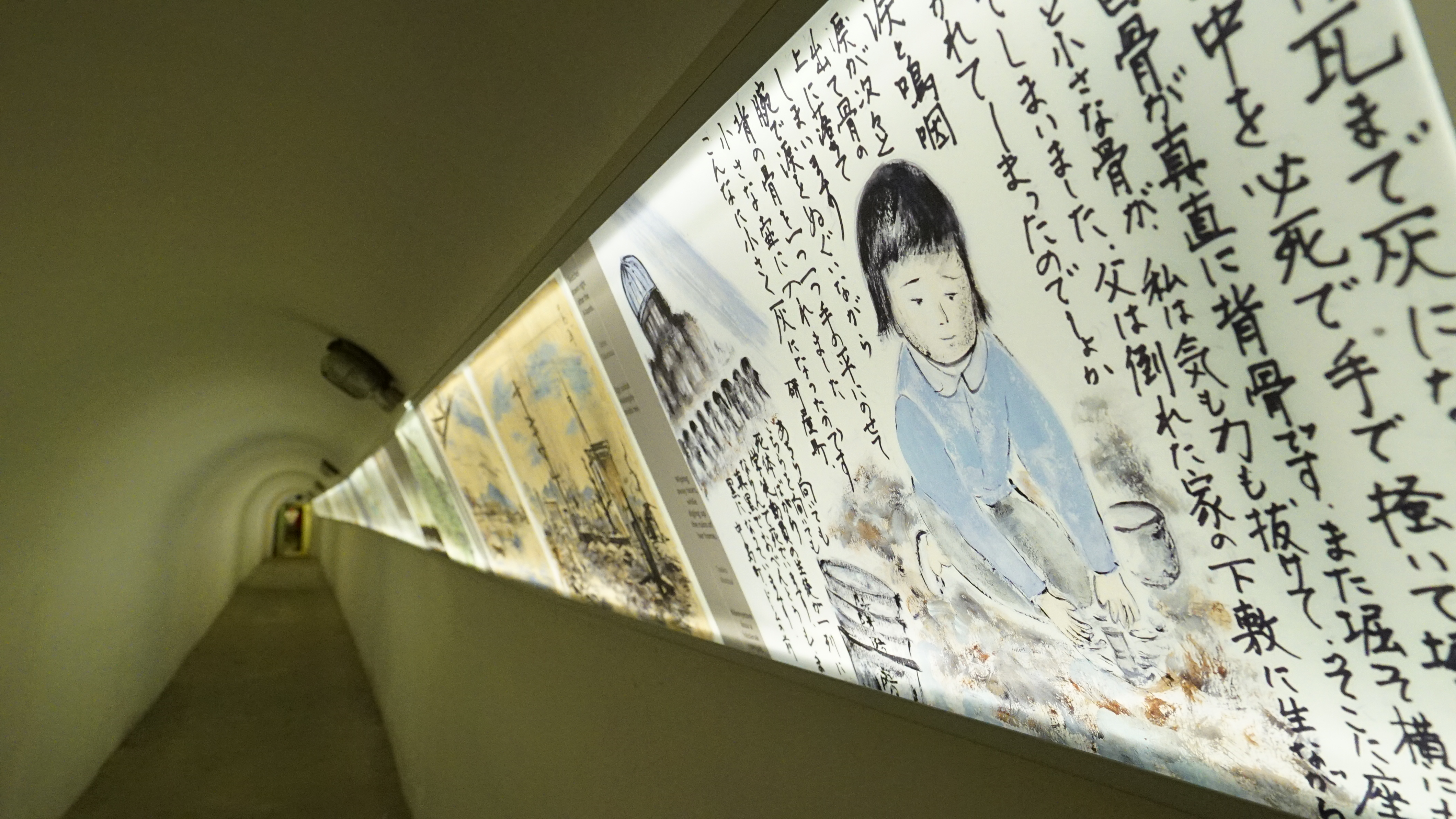
A hirosimai atomtámadást túlélők rajzai
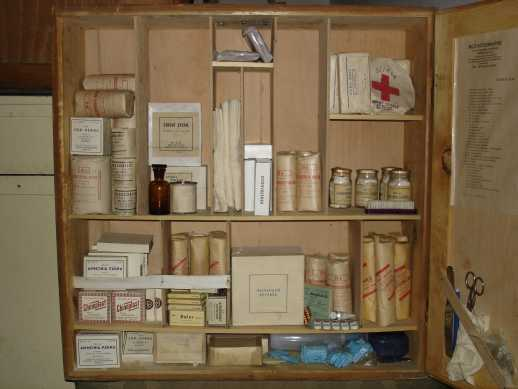
Kötszerláda
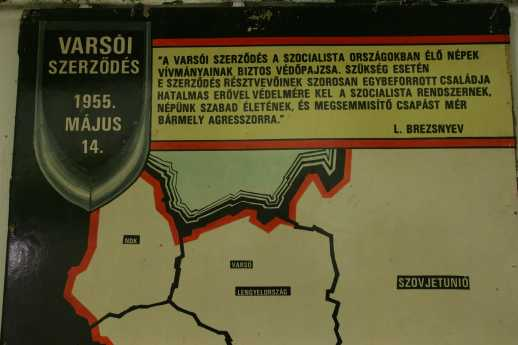
Varsói Szerződés
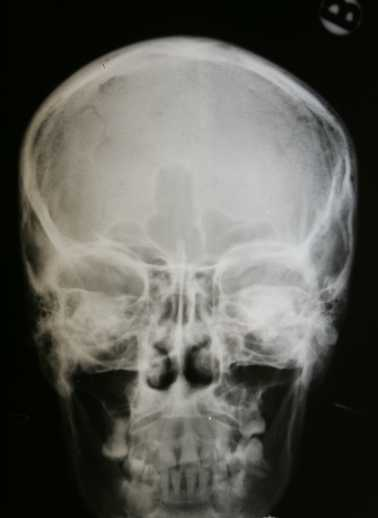
Koponyaröntgen
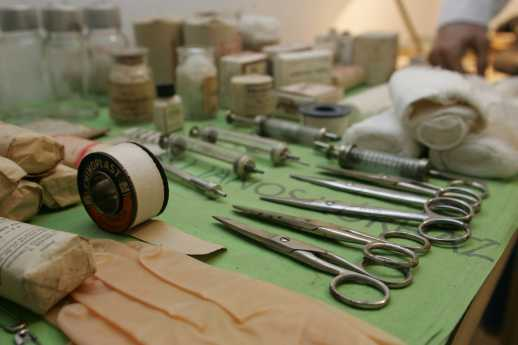
Orvosi eszközök